# Antoon Coolen (1875-1905)
Johannes Antonius Leonardus ('Antoon') Coolen ('s-Hertogenbosch, 2 juni 1875 – Amsterdam, 11 januari 1905) was een journalist en schrijver van schetsen over het Brabantse volksleven. 
Antoon Coolen groeide op als zoon van een notaris te Helvoirt. Ook hij was voorbestemd notaris te worden en kreeg daartoe van zijn vader thuis al voorbereidend onderricht, maar al snel bleek dat zijn hart uitging naar de typering van het volksleven in zijn omgeving en de kleurrijke plattelands- en dorpsmensen die hij kende. Zijn schetsen publiceerde hij aanvankelijk in het katholieke dagblad De Avondster, later in het Noordbrabantsch Dagblad. Een aantal schetsen schreef hij in het dialect dat in en rondom Helvoirt werd gesproken. In 1901 verhuisde Coolen naar Amsterdam voor een rechtenstudie maar brak die spoedig af en een jaar later trad hij toe tot de redactie van De Telegraaf, waarin daarna ook regelmatig zijn Brabantse schetsen verschenen. In de zomer van 1903 stierf zijn vader Willem Coolen, waaraan hij zijn korte verhaal "In het kleine stedeke" (bedoeld wordt Grave) wijdde. Anderhalf jaar later overleed hij zelf na een kort, hevig ziekbed op 29-jarige leeftijd. Hij werd begraven op Begraafplaats Buitenveldert.
De Brabantse schetsen van Antoon Coolen zijn in 1947 gebundeld en van een nawoord voorzien door zijn neef Willem Hoffman (die op het titelblad van het boek aan Coolens naam 'de oudere' toevoegde om verwarring met de beroemde, maar veel jongere schrijver van streekromans te voorkomen). De bundel, Helvoirt aan de Lei: Brabantse schetsen beleefde drie drukken, de laatste in 1976 (Hollandia, Baarn).
- Biografisch Portaal: 03532102
- Digitale Bibliotheek voor de Nederlandse Letteren: cool005
- International Standard Name Identifier: 0000 0003 9516 2506
- Nederlandse Thesaurus van Auteursnamen: 146719840
- Virtual International Authority File: 289848372
- WorldCat: E39PBJgRPq8Dfg8VdY6tc3frMP